# Bob Graham
Bob Graham   (Coral Gables, 9 de novembre de 1936 - Gainesville, 16 d'abril de 2024) va ser un polític estatunidenc. Va ser senador del Partit Demòcrata per l'estat de Florida des de 1987. Graham va ser candidat per a les eleccions presidencials de 2004. El 2011 Graham va publicar la seva primera novel·la The Keys to the Kingdom.